# Taranpanth

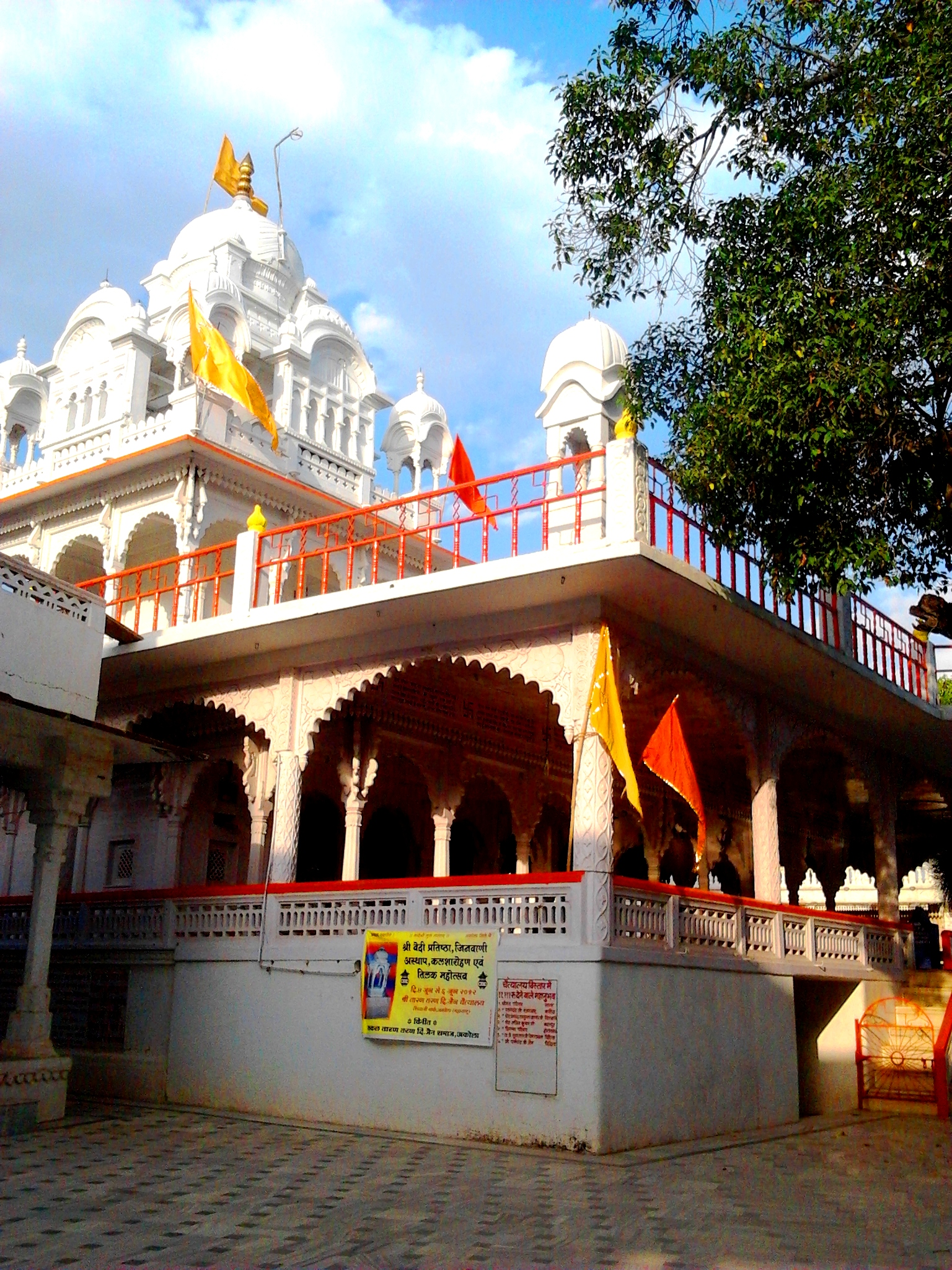
Gemeindezentrum in Nisai Ji

Taranpanth ist eine kleine indische Glaubensgemeinschaft. Sie wurde im Jahre 1505 von dem spirituellen Lehrer Taran Taran Svami in Bundelkhand gegründet und gehört zu den Digambara-Jainas. Während dieser Zeit gab es mehrere Reformbewegungen im Jainismus. Die Taranpanthis stammten ursprünglich aus sechs Gemeinden, die im Jahre 1817 in Nisai Ji ein Glaubenszentrum errichteten. Die Mitgliederanzahl der Taranpanthis ist nicht belegt. Schätzungen gehen von rund 10.000 Angehörigen aus.